# Leptolegniaceae
Leptolegniaceae Drechsler 1927 M.W. Dick – rodzina organizmów grzybopodobnych zaliczanych do lęgniowców.

## Charakterystyka
Należące do tej rodziny gatunki żyją w glebie lub w słodkich wodach. Większość jest saprotrofami, tylko przedstawiciele rodzaju Aphanomyces to pasożyty wywołujące choroby roślin.

## Systematyka i nazewnictwo
Pozycja w klasyfikacji według Index Fungorum: Leptolegniaceae, Saprolegniales, Saprolegniidae, Peronosporea, Incertae sedis, Oomycota, Chromista.
Rodzinę Leptolegniaceae utworzył Michael William Dick w 1999 r. Według Index Fungorum bazującego na Dictionary of the Fungi należą do niej rodzaje:
- Aphanomyces de Bary 1860
- Leptolegnia de Bary 1888
- Pachymetra B.J. Croft & M.W. Dick 1989
- Plectospira Drechsler 1927